# (13777) Cielobuio
(13777) Cielobuio est un astéroïde de la ceinture principale.

## Description
(13777) Cielobuio est un astéroïde de la ceinture principale. Il fut découvert le 20 octobre 1998 à Sormano par Marco Cavagna et Augusto Testa. Il présente une orbite caractérisée par un demi-grand axe de 2,95 UA, une excentricité de 0,09 et une inclinaison de 1,1° par rapport à l'écliptique.

## Compléments